# Ski de fond aux Jeux olympiques de la jeunesse d'hiver de 2024
Navigation
2020 2028
Les épreuves de ski de fond aux Jeux olympiques de la jeunesse d'hiver de 2024 ont lieu du 29 janvier et 1er février 2024 au centre de ski de fond d'Alpensia à Pyeongchang en Corée du Sud. Ce sont les mêmes infrastructures utilisées pour les Jeux olympiques d'hiver de 2018.
Les deux épreuves de ski de fond cross sont supprimées au profit d'un relais mixte.

## Qualifications
Chaque comité peut s'engager sur chaque concours individuel trois athlètes. Pour être éligibles, les participants doivent être nés entre le 1er janvier 2006 et le 31 décembre 2008. Le pays hôte est assuré de deux quota par épreuve individuelle.
Tous les CNO classé au Trophée Marc Hodler de ski de fond aux Championnats du monde juniors de ski nordique FIS 2023 et le pays hôte ont droit à un quota de trois athlètes masculins et de trois athlètes féminines. Les championnats ont eu lieu du 27 janvier au 5 février 2023 Whistler/Squamish.
| Rang | Pays       | Mixte | Hommes 10km | Hommes 30k | Hommes sprint | Femmes 10km | Femmes 30k | Femmes sprint | Total |
| ---- | ---------- | ----- | ----------- | ---------- | ------------- | ----------- | ---------- | ------------- | ----- |
| 1    | Norvège    | 10    | 17          | 18         | 13            | 19          | 15         | 11            | 10    |
| 2    | Finlande   | 6     | 10          | 11         | 10            | 2           | 8          | 10            | 9     |
| 3    | Italie     | 8     | 4           | 6          | -             | 4           | 7          | 13            | 8     |
| 4    | Allemagne  | -     | 6           | 12         | -             | -           | -          | -             | 7     |
| 5    | États-Unis | 4     | -           | -          | -             | 6           | 2          | 3             | 6     |
| 6    | France     | 3     | -           | -          | -             | -           | -          | -             | 5     |
| 7    | Japon      | 2     | -           | -          | -             | -           | -          | -             | 4     |
| 8    | Pologne    | 1     | -           | -          | -             | -           | -          | -             | 3     |

Toutes les places de quota restantes seront distribuées aux CNO non encore qualifiés avec un maximum d'un athlète par sexe et par CNO, selon une liste d'attribution des quotas aux JOJ, publiées le 18 décembre 2023 qui est établi en ajoutant les points de classements distance et sprint des différentes compétitions entre le 1er juillet et le 17 décembre 2023. 
S'il restait des quota non attribués, la FIS choisirait comme classement de référence les coupes continentales juniors.
Pour participer à l'épreuve par équipes, les CNOS doivent être en capacité d'aligner deux athlètes masculins et deux athlètes féminines déjà qualifiés. Si un CNO ne compte qu'un athlète qualifié et inscrit, le CNO est autorisé à inscrire un maximum d'un athlète par sexe du combiné nordique inscrit aux épreuves de combiné nordique.
| Masculin         | Féminin          |
| ---------------- | ---------------- |
| Corée du Sud (3) | Corée du Sud (3) |

## Résultats
| Épreuve                       | Or                                                                      | Or              | Argent                                                                         | Argent          | Bronze                                                                       | Bronze                |
| ----------------------------- | ----------------------------------------------------------------------- | --------------- | ------------------------------------------------------------------------------ | --------------- | ---------------------------------------------------------------------------- | --------------------- |
| Hommes                        |                                                                         |                 |                                                                                |                 |                                                                              |                       |
| Sprint libre                  | Federico Pozzi                                                          | Federico Pozzi  | Jakob Moch                                                                     | Jakob Moch      | Tabor Greenberg                                                              | Tabor Greenberg       |
| 7,5 km classique              | Jakob Moch                                                              | 19:47.2         | Jonas Müller                                                                   | 19:52.6         | Quentin Lespine                                                              | 19:54.1               |
| Femmes                        |                                                                         |                 |                                                                                |                 |                                                                              |                       |
| Sprint libre                  | Elsa Tänglander                                                         | Elsa Tänglander | Kajsa Johansson                                                                | Kajsa Johansson | Nelli-Lotta Karppelin                                                        | Nelli-Lotta Karppelin |
| 7,5 km classique              | Nelli-Lotta Karppelin                                                   | 22:19.6         | Agathe Margreither                                                             | 22:30.1         | Annette Coupat                                                               | 22:32.3               |
| Mixte                         |                                                                         |                 |                                                                                |                 |                                                                              |                       |
| Relais 4x5 km classique/libre | Allemagne- Sarah Hoffmann - Jonas Müller - Lena Einsiedler - Jakob Moch | 53:07.3         | France- Agathe Margreither - Gaspard Cottaz - Annette Coupat - Quentin Lespine | 53:13.0         | Suisse- Leandra Schöpfer - Nolan Gertsch - Ilaria Gruber - Maximilian Wanger | 53:13.3               |

## Tableau des médailles
| Rang  | Nation     | Or | Argent | Bronze | Total |
| ----- | ---------- | -- | ------ | ------ | ----- |
| 1     | Allemagne  | 2  | 2      | 0      | 4     |
| 2     | Suède      | 1  | 1      | 0      | 2     |
| 3     | Finlande   | 1  | 0      | 1      | 3     |
| 4     | Italie     | 1  | 0      | 0      | 1     |
| 5     | France     | 0  | 2      | 2      | 4     |
| 6     | Suisse     | 0  | 0      | 1      | 1     |
| 6     | États-Unis | 0  | 0      | 1      | 1     |
| Total | Total      | 5  | 5      | 5      | 15    |